# Mount McNaughton
Mount McNaughton ist ein rund 3000 m hoher und raumgreifender Berg im westantarktischen Marie-Byrd-Land. In der westlichen Wisconsin Range der Horlick Mountains ragt er 3 km südlich der Haworth Mesa auf.
Der United States Geological Survey kartierte den Berg anhand eigener Vermessungen und mittels Luftaufnahmen der United States Navy aus den Jahren von 1960 bis 1964. Das Advisory Committee on Antarctic Names benannte ihn 1967 nach dem US-amerikanischen Diplomaten John T. McNaughton (1921–1967), Unterstaatssekretär für internationale Sicherheitsangelegenheiten im Verteidigungsministerium der Vereinigten Staaten.